# Jankowice (województwo wielkopolskie)
Jankowice – wieś w Polsce położona w województwie wielkopolskim, w powiecie poznańskim, w gminie Tarnowo Podgórne.
W latach 1975–1998 miejscowość administracyjnie należała do województwa poznańskiego.
Wieś leży przy drodze krajowej nr 92 z Tarnowa Podgórnego do Nowego Tomyśla. Powierzchnia obrębu Jankowice wynosi 987,0979 ha

## Historia

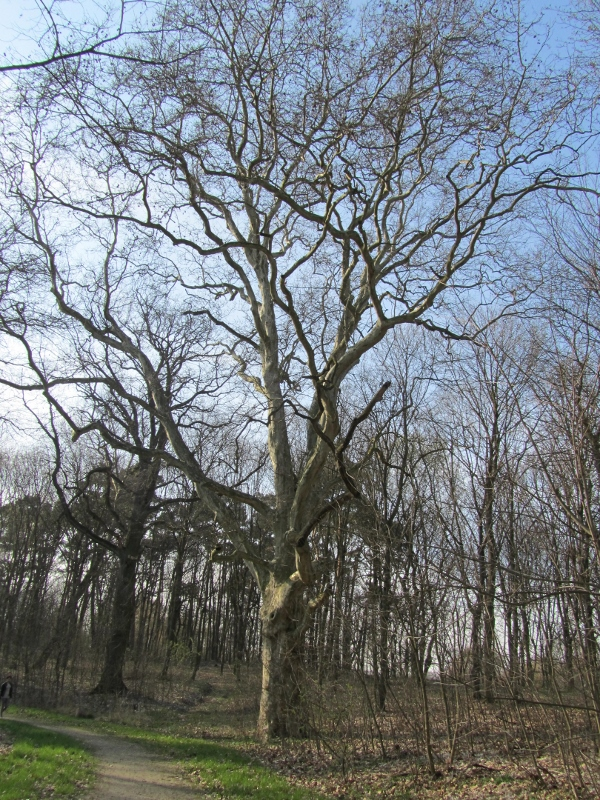
Drzewostan

Jankowice już w początkach XV w. były osadą wiejską lokowaną na prawie niemieckim, co potwierdza informacja z 1402 r. odnosząca się do sporu pomiędzy dziedzicami Ceradza, Żegotą i Marcinem z Janem Granowskim, pozywającym ich o poręczenie sołectwa w tej miejscowości.
Pierwszymi znanymi właścicielami Jankowic byli Pałukowie z Gołańczy, wnukowie Tomisława, sędziego kaliskiego, żyjącego w czasach panowania Kazimierza Wielkiego. Kusz z Gołańczy pisał się także z Jankowic. W 1394 r. procesował się z mieszczaninem poznańskim Hankiem Cieszymirem o 50 grzywien. Po Kuszu dziedzicem Jankowic był jego brat Wierzbięta z Gołańczy.
W XV w. wieś była własnością szlachecką. Od 1475 r. znani są trzej jej właściciele, bracia, Jan, Benedykt alias Bieniak i Grzegorz, synowie Pawła, żyjący ze sobą w niedziale majątkowym. Oprócz Jankowic posiadali także wieś Lussowice (?), Kamin, Grzybno, Psarki, które w 1475 r., odkupili od Ofki, wdowy po Dobrogoście Psarskim. Z czasem weszli w posiadanie Miniewa w dawnym powiecie kościańskim, Dąbrówki, Rączynna. Żyli jeszcze w roku 1487. Bracia Bieniak i Grzegorz tego roku sprzedali Psarskie i Dąbrówkę bratu Janowi Jankowskiemu, co świadczy, że między nimi nastąpił podział dóbr ojczystych i macierzystych. Grzegorz Jankowski był żonaty z Jadwigą, córką Andrzeja Wilkowskiego. To jemu przypadły Jankowice, bowiem w 1509 r. właścicielką Ceradza, Lussowic, Kunina (obecnie Konin koło Pniew), Psarskiego, Miniewa, Dąbrówka była już Anna, jego córka, małżonka Andrzeja Jaktorowskiego.
Ostatnimi męskimi reprezentantami rodziny Jankowskich (Jaktorowskich), dziedziczącymi w tej miejscowości byli synowie Andrzeja, bracia Łukasz i Andrzej, znani z lat 1538-1539. Ich bliskim krewnym, synem Jana Jaktorowskiego był Mikołaj, występujący w latach 1524-1538 jako kanonik (od 1524), wikariusz generalny poznański (1536-1538) i w końcu oficjał.
Jankowice należały do parafii rzymskokatolickiej w Ceradzu. Stąd wiele dokumentów dotyczy spraw kościelnych. W 1473 r. toczył się proces o dziesięciny, które Jan Jankowski miał płacić plebanowi z Jankowic i Rumianka. Podobna sprawa toczyła się w 1478 r.
Jedną z bardziej znaczących rodzin szlacheckich związanych z Jankowicami byli Potuliccy, pieczętujący się herbem Grzymała. W jej posiadanie weszli poprzez małżeństwo Urszuli Jankowskiej ze Stefanem Potulickim, wojewodzicem brzeskim, właścicielem miasteczka Chodzież.
Rezydencją właścicieli Jankowic był dwór, o którym najstarsze wiadomości pochodzą z 1531 r. Tego roku przed oficjałem poznańskim stanął Wojciech Rozwarowski, który oświadczył i zarazem powoływał się na dokument z roku 1529, wystawiony przez starostę generalnego Wielkopolski, że sprzedał 12 grzywien czynszu od 200 grzywien wykupionych na wiosce Psarskie koło Pniew. Z tej sumy 2 grzywny miały być przeznaczone dla rektora kaplicy dworskiej w Jankowicach. Świadczy to, iż rezydencja dworska w Jankowicach istniała już wcześniej. Kmiecie z Jankowic wspomniani byli w 1394 r. Kmieć Paweł w 1396 r. procesował się z Maciejem dziedzicem Sadów i przysięgał w sprawie o kradzionego konia, że go nie ukradł. Maciej Górny w roku 1491 został oskarżony, że w czasie kazania w kościele parafialnym bluźnił. Jan z Jankowic w 1503 r. był prezentowany na plebana w Ceradzu.
Trudno ustalić przestrzenne rozplanowanie Jankowic w XVI w. Istniejącą tu karczmę wymieniono w 1508 r. Według rejestru poborowego z 1508 r. płacono z niej 6 gr. podatku odprowadzanego do skarbu królewskiego. Kolejny rejestr poborowy z 1510 r. wymienił już 2 karczmy, z których tylko w jednej prowadzono wyszynk. W podobnym wykazie podatkowym z 1580 r. wymieniono kowala, młyn jednokołowy, karczmę. Uprawiano 7 łanów, a podatki płacono od 5 zagrodników, 2 komorników, 51 hodowanych owiec.
Po Pawle Gembickim, kasztelanie santockim i jego małżonce Katarzynie z Rozdrażewskich majętność janowicką w 1645 r. przejął Zygmunt ze Skrzypna Twardowski, dając w zamian 86 000 zł za tę wieś oraz Ceradz Kościelny, Rumianek i Lusówko, czyli za całe dobra Jankowice.
Zachowane inwentarze umożliwiają poznanie zabudowy wiejskiej, mieszkańców oraz przynależność do określonej kategorii stanu chłopskiego.
Opis majętności Jankowice z 1698 r. uwzględnia także Ceradz Kościelny, Lusówko, Rumianek, które niegdyś posiadał Franciszek Twardowski. Centrum klucza stanowiły Jankowice, gdzie znajdował się dwór pański, częściowo murowany, z bogatym, jak przystało na rangę tej rodziny szlacheckiej, wyposażeniem wnętrza. Właściciele we dworze mieli kaplicę, gdzie odbywały się uroczyste nabożeństwa i dokonywano chrztów. Obok dworu posadowiono zabudowania folwarczne, w tym mielcuch, stajnie, obory, owczarnię, spichlerz, wiatrak.
Dobra Jankowice stanowiły zwarty kompleks posiadłości ziemskich Ceradz Kościelny, Jankowice, Rumianek i Lusówko, które graniczyły ze sobą.
Od czasów rozbiorowych daje się zauważyć stopniowy upadek majątku.
W 1836 r. przeprowadzono recesy uwłaszczeniowe. W urzędowym spisie właścicieli dóbr z powiatu Poznań-Zachód opublikowanym w 1858 r. właścicielem majątku wpisany został Rudolf Palm.
W 1899 roku została ufundowana kaplica pałacowa w Jankowicach. Otrzymała także w tym samym roku (16 IV) od papieża Leona XIII indult, o który zabiegali właściciele pałacu - Jadwiga i Stefan Kwileccy. Według przywileju w kaplicy można było odprawiać msze św. w ciągu całego roku z wyjątkiem Niedzieli Zmartwychwstania, przy czym obowiązek uczestnictwa we mszy św. niedzielnej spełniali tylko wymienieni w dokumencie. W 1928 roku Jadwiga z Zamoyskich Dziewulska poprosiła o przedłużenie indultu na swojego drugiego męża Konstantego Dziewulskiego i syna Henryka, ale do swojej śmierci (1935) takiej zgody nie otrzymała. W tej sytuacji hr. Dziewulski ponowił prośbę i zapewne ją otrzymał, bo kaplica funkcjonowała, aż do 1938 roku.
W 1935 r. reformą administracyjną włączono dotychczasowy obszar dworski, jako gromadę, do gminy Tarnowo Podgórne, nie mającą władztwa budżetowego, utrzymywaną przez gminę. W tym czasie właścicielem Jankowic był Konstanty Dziewulski, przewodniczący Chrześcijańsko-Narodowego Stronnictwa Rolniczego, we wsi działało towarzystwo gimnastyczne „Sokół”, także jego drużyna żeńska.
9 IX 1939 r. był pierwszym dniem okupacji Jankowic przez oddział zwiadowczy Grenzschutzu, straceni zostali Konstanty Dziewulski i Henryk Kwilecki.
Po zakończeniu działań wojennych i przejęciu władzy przez komunistów, na mocy reformy rolnej rozparcelowano majątek w Jankowicach. Na gruncie gospodarstwa folwarcznego utworzono spółdzielnię produkcyjną. W tym czasie m.in. wyasfaltowano drogi do Ceradza i Rumianka, zbudowano bloki mieszkalne, wodociągi.

## Architektura

### Pałac i Park w Jankowicach

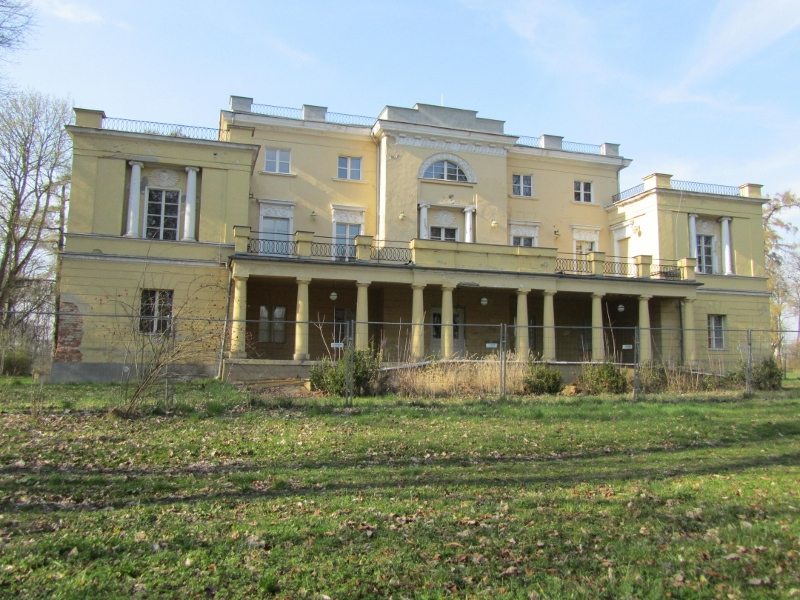
Pałac w Jankowicach, stan na rok 2014

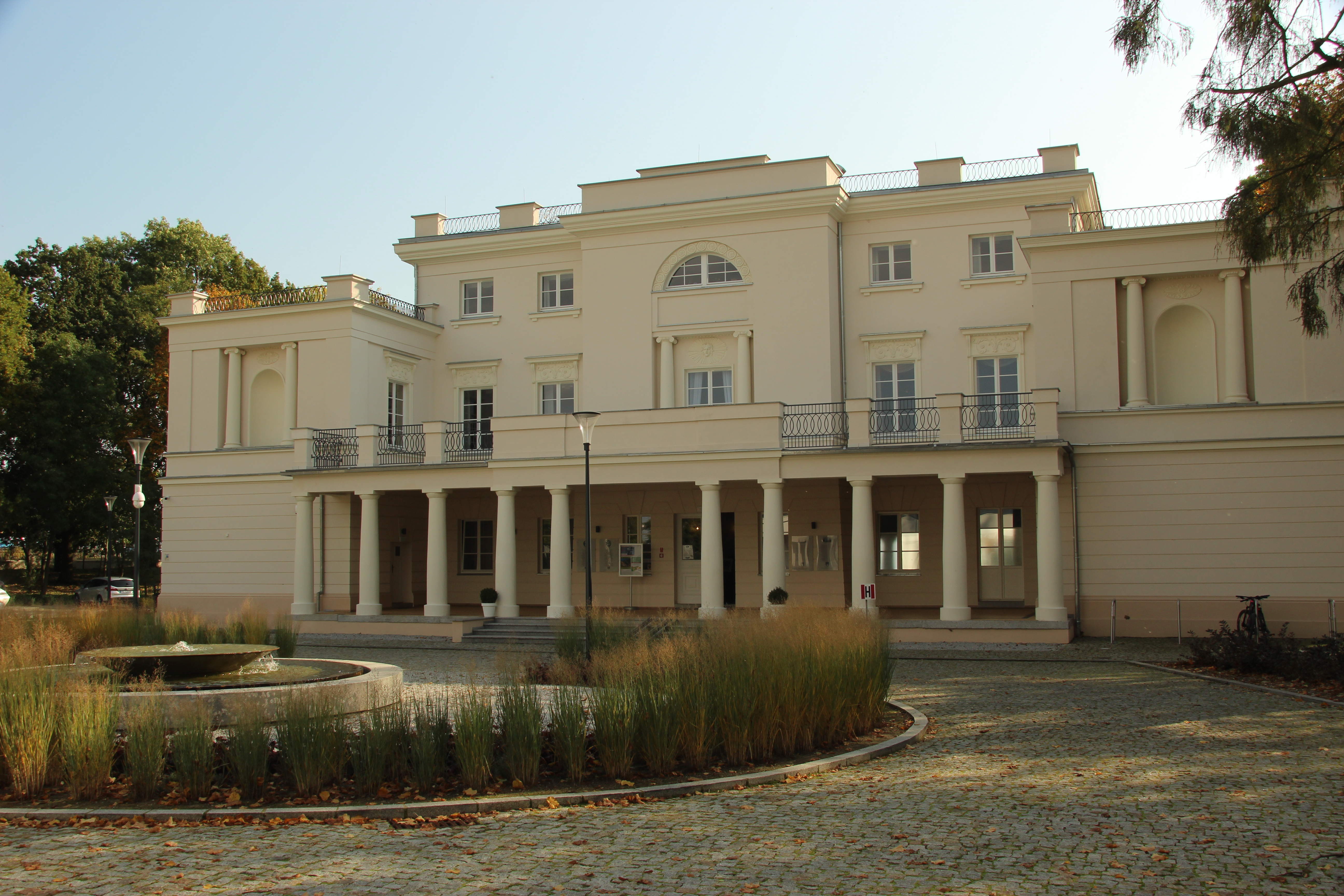
Pałac w Jankowicach, stan na rok 2019

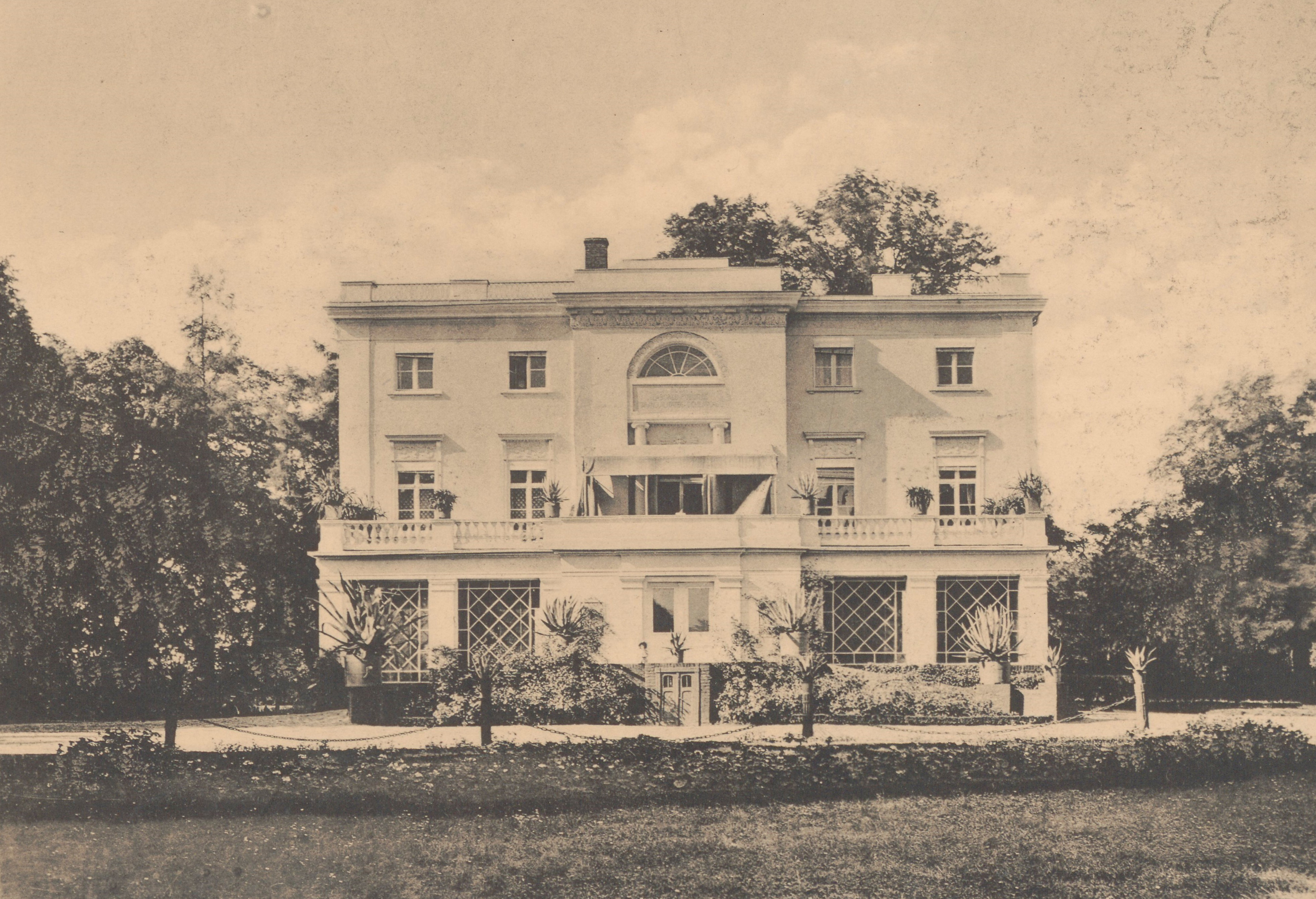
Widok pałacu przed 1912

Pałac w Jankowicach zbudowany został na przełomie XVIII i XIX wieku, a jego przebudowa nastąpiła w 1803 roku na polecenie Wawrzyńca Engestrӧma (posła szwedzkiego przy królu Stanisławie Auguście Poniatowskim), który osiadł w Wielkopolsce poślubiwszy Rozalię Chłapowską. Pałac zbudowano w stylu klasycyzmu romantycznego. Budynek początkowo założony był na planie kwadratu z ryzalitami w obydwóch fasadach, nakryty płaskim dachem, zwieńczonym balustradą. Elewacja ogrodowa posiada taras, wsparty na kolumnach, z widokiem na park. W górnej partii ryzalitów umieszczono, w prostokątnej wnęce, okno, ujęte w kolumny jońskie, a nad oknem znajduje się półkoliste okno.
Rodzina Engeströmów była właścicielami jankowickiej majętności ledwie do połowy XIX wieku. Kilka lat po wniesieniu jej w posagu przez Dorothee Stjerneld do związku z Fryderykiem Brezą małżonkowie sprzedali ją. Nowym właścicielem w roku został niemiecki przedsiębiorca Robert Palm. Następnie Jankowice odkupił od niego porucznik August Matthes. Obaj byli Niemcami, gospodarowali w Jankowicach dość dobrze - powstała tu wówczas cegielnia. Do niemal sześciennego budynku jankowickiej willi dodano w tych czasach od południa parterową dobudówkę z wielkimi oknami, mieszczącą ogród zimowy. Na jej dachu urządzono taras ograniczony tralkową balustradą. W tej formie rezydencja prezentowała się przez najbliższych kilkadziesiąt lat. Majątek w Jankowicach był dobrze funkcjonującym gospodarstwem mającym 3200 mórg pruskich powierzchni. Przełomem stało się nabycie posiadłości od porucznika Matthesa przez Stefana hr. Kwileckiego z Dobrojewa (1897). Kwilecki był znanym w Wielkopolsce ziemianinem, działaczem gospodarczym i posłem do pruskiego parlamentu. Hrabia nabył Jankowice z myślą o środkowym ze swoich pięciu synów Stefanie Teodorze (1871-1913). Wykupienie przez Polaka majętności jankowickiej z rąk niemieckich w okresie Kulturkampfu odbiło się szerokim echem w ówczesnej polskojęzycznej prasie. W ostatnich latach XIX wieku Jankowice pozostawały w rękach Kwileckich, a dokładnie Stefana Teodora Kwileckiego i jego żony Jadwigi z Zamoyskich. Po upływie wieku od powstania willi Engestromów był to znaczący okres prosperity w dziejach jankowickiej rezydencji.
W 1912 r. na polecenie Stefana Kwileckiego pałac został przebudowany przez Rogera Sławskiego, dodano wówczas boczne, piętrowe skrzydła.
Hrabia Kwilecki mieszkał w nim z żoną Jadwigą Zamoyską, która po jego śmierci wyszła za mąż za Konstantego Dziewulskiego, rozstrzelanego w lesie zakrzewskim. Gościem pałacu był m.in. Charles de Gaulle. Park w Jankowicach ma powierzchnię 18,6 ha, znajduje się w nim staw z 4 wyspami, który zasilają strumienie, bogaty drzewostan liczący 50 gatunków (lipy, platany, kasztanowce, dęby i inne).
Zespół pałacowo-parkowy jest własnością gminy Tarnowo Podgórne. Do niedawna budynek pałacu był wydzierżawiony. Przed oddaniem budynku w dzierżawę przeprowadzono remont dachu oraz wymianę okien. Zabezpieczono również fundamenty przed wilgocią. W związku z niewywiązaniem się dzierżawcy ze zobowiązań, gmina wypowiedziała umowę dzierżawy, i rozpoczęła prace remontowe a własną rękę. Od września 2017 roku w budynku pałacu swoją siedzibę ma Samorządowa Szkoła Muzyczna w Tarnowie Podgórnym

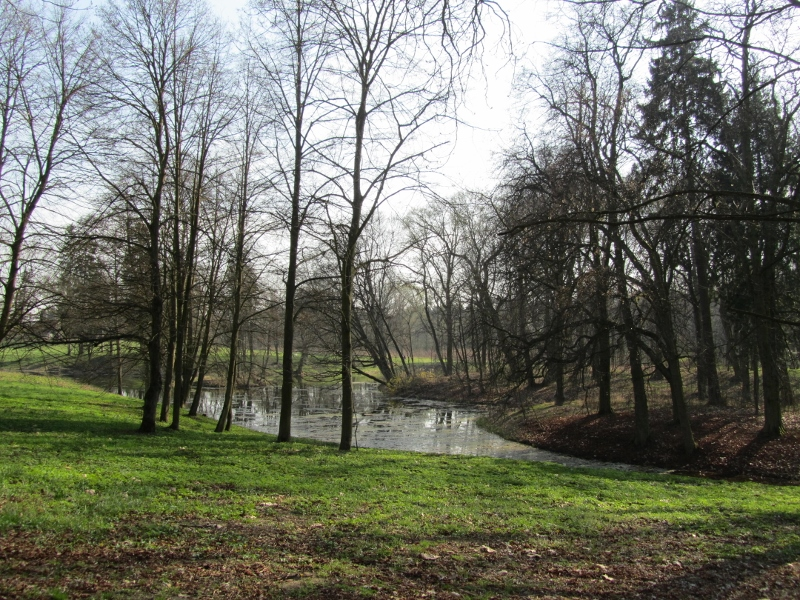
Park w Jankowicach

W południowo-zachodniej części parku, biegnie aleja kasztanowa; od niej odchodzi część parku o charakterze leśnym. Na południe od niego, w zwartym zadrzewieniu przeważają świerki pospolite. Warte uwagi jest miejsce między stawem a drogą do Edmundowa, gdzie na wzniesieniu rośnie kilkanaście świerków, spod których roztaczają się rozległe widoki na otaczające trawniki i zadrzewienia. W tej części, przy brzegu stawu uwagę przyciąga stara, rozłożysta wierzba krucha o obwodzie pnia 440 cm. Zachwyca ona swym widokiem, a jednocześnie jest perłą parku. W pobliżu niej znajduje się grupa jaworów. Przy północnym krańcu stawu w centralnej części rośnie okazały dąb szypułkowy o obwodzie 320 cm oraz pomnikowy platan klonolistny, o obwodzie 445 cm. Park dzieli się na IV kwatery.
W I kwaterze do okazałych i starych drzew należą lipy drobnolistne, o obwodach do 375 cm oraz znajdujące się na największej wyspie – kępy buków zwyczajnych.
W północno-zachodniej części kwatery II, obok stawu, rośnie godny uwagi drzewostan świerkowy z udziałem sosny zwyczajnej, robinii akacjowej, dębu szypułkowego oraz z niewielką domieszką innych gatunków.
W III kwaterze rozciąga się łęg olszowy z fragmentami olsu. W podszyciu na całej powierzchni rośnie bez czarny i czeremcha. W następnej, a zarazem ostatniej kwaterze znajduje się największa liczba gatunków drzew. Najokazalszy platan klonolistny o obwodzie 445 cm rośnie w południowo-wschodniej części parku. Różnorodność gatunkową zwiększa domieszka takich drzew jak: dąb szypułkowy, o obwodzie 320 cm, lipa drobnolistna, której obwód wynosi 345 cm, kasztanowiec zwyczajny – obwód 345 cm oraz jesion wyniosły – 340 cm i topola o obwodzie aż 390 cm. Najcenniejszymi drzewami w parku są platany klonolistne. Rozległy park krajobrazowy jest miejscem występowania różnorodnej roślinności i wielu wiekowych drzew. Jest też schronieniem dla leśnej fauny.

## Demografia
Liczba mieszkańców zameldowanych na terenie Jankowic na dzień 02.04.2014 r. to 536 osoby.

## Gospodarka
Od 1989 r. wieś rozwija się w sposób zrównoważony wraz z całą gminą Tarnowo Podgórne. W 2001 roku zbudowano tam centrum dystrybucyjne sieci Lidl, a rok później przeniesiono tam siedzibę polskiego oddziału firmy. W Jankowicach swoje siedziby mają także firmy Imperial Tobacco, Brenntag oraz Mondelēz International (dawniej Kraft Foods)